# 澳大利亚被禁电影列表
本页列出了目前在澳大利亚遭到封禁的部分电影。

## 封禁理由
被ACB认为包含“违背成人普遍接受的道德，体面和礼仪标准”内容的澳大利亚电影将会遭到拒绝分级。
封禁电影的原因例如兽交、奸尸、儿童性虐待、强奸、性暴力、儿童色情、强烈暴力、虐待动物或人类、露骨性内容或包含其他违背成人普遍接受的道德，体面和礼节标准之内容。
被澳大利亚分级委员会封禁的电影会被列为“拒绝分级”（英語：Refused Classification）类别。销售，发行，公开展览或进口它们属于刑事犯罪，可处以最高275,000澳元的罚款和有期徒刑十年。但个人持有被禁电影不在此限（而在西澳大利亚州和北领地部分地区仍属于犯罪），透过网络获取它们亦不受法律限制。此类处罚仅适用于向民众分发这些内容的企业或个人。

## 目前遭到封禁的电影
| 年份                   | 片名 | 封禁原因                                                     | 历史 | 现况 | 来源         |
| ---------------------- | --- | ------------------------------------------------------------ | --- | --- | ------------ |
| 1912                   | 任何包含丛林大盗情节的电影，（例如《死亡浪潮》）。 | 澳大利亚电检员担心这类电影影响女性受众。                     | | 目前这些电影已被解禁。 | [ 來源請求 ] |
| 1928–1941 (按时间顺序) | 黎明，克朗代克·安妮，必修课，掌声，佛伦角，西線無戰事，帮派子弹等。 | 多个原因。                                                   | 在Creswell O'Reilly担任首席审查员时，有大量电影遭到封禁。 | 目前这些电影已被解禁（尽管分级可能存在差异）。 | [ 來源請求 ] |
| 1931                   | 金发俘虏 | 涉及种族主题。                                               | 哥倫比亞影業的一部电影被澳当局认为“不利于澳大利亚原住民”。 电影声称澳大利亚内陆的一些原住民实际上是尼安德特人，政府亦认为这不利于当时在该地的人类学研究。 | 这部电影于1947年重新放映后遗失。 后来这部电影的拷贝文件被发现并于2010年以DVD形式对外售出。                                                                         | [ 來源請求 ] |
| 1964–1970              | The Miracle, Viridiana, 甜蜜的生活, Fellini Satyricon, The Silence, 春光乍現 和扎布里斯基角                                                                                            | 多个原因。                                                   | R. J. Prowse继任首席审查员职位，前首席审查员C.J. Campbell（1957–1964）被任命为上诉委员会委员。因此在1960年代，众多电影遭到封禁。 | 约在某些时候未受限，因为所有电影均被分为M（除了包含在英格玛·伯格曼的信仰三部曲 DVD 中的《寂静》，被分类为 R18+）。                                                 | [ 來源請求 ] |
| 1972                   | 粉红色火烈鸟 | 令人反感的内容（剥削，性暴力，近亲性交，成人主题，虐待动物） | 在1976年首次被禁。它在删减了四分钟的“不雅画面”后被重新分为R 18+。 它在1981年和1983年再次被禁。1984年，它被分为X18+（在澳大利亚全境均被禁，但在两个地区仍可合法销售）。 不久后，由于澳大利亚政府对X18+内容加强了对性暴力的审查力度，加之“25周年纪念版”其增加了更多场景，故该版本无法获得X18+分级。 它在1997年再度被禁。 分销商在删减2分钟的镜头后，该电影被分为R18+。 | 经过删减的版本通过审查并被分为R18+。 | [ 3 ]        |
| 1974                   | 德州電鋸殺人狂 | 暴力                                                         | 1984年解禁。 | 经过删减的版本通过审查并被分为R18+。 | [ 4 ] [ 5 ]  |
| 1975                   | Vase de Noces（或作Wedding Trough） | 淫秽和兽交的描述图像和其他令人反感和憎恶的内容。             | 迫于西澳大利亚州政府的压力，澳大利亚分级委员会以淫秽为由封禁这部比利时艺术馆的影片。 故此片不得在珀斯国际电影节上放映。 但是，当局暂时解禁此片，故在短期内民众可以观赏此片。政府于1976年决定恢复禁令。 1977年，制片公司第三次提出上诉，但政府再次驳回了请求，截至目前，该片仍处于被禁状态。 鉴于此片违反了澳大利亚淫秽法律，因此该电影解禁的概率极低。               | 仍处于被禁状态。 | [ 6 ]        |
| 1976                   | 索多瑪一百二十天 | 令人反感的内容（剥削与性暴力）                               | 帕索里尼的《索多瑪》在发行时被禁。禁令于1993年废止；此片亦被分为R18+，以用于戏剧发行。 但ACB在1998年以“强烈的攻击性残暴行为”再度封禁此片。 后政府在此片在未经审查的情况下批准其于2010年发行DVD和蓝光版本（因为此片的其他内容为这些行为提供了合理依据）。当然，只有电影院可以放映这些多余的内容。                                                                     | 未删减版本已被分为R18+。 | [ 9 ]        |
| 1977                   | 感官世界 | 性和暴力                                                     | 未删减版本曾在1977年的悉尼和墨爾本電影節上播放，此片也因此被廣泛發行。 同年晚些時候进行删减。 原版在1981年再度被禁，其VHS版本删减了80秒。 經決定，此片的未删减版于2000年10月通过审查並於2001年8月發布。 在2008年，Umbrella使用被略微删减的英國DVD版本在澳大利亚發行，但其未删减版本未受限制。                                                                        | 未删减版本已被分为R18+。 | [ 10 ]       |
| 1977                   | 食人族殘酷世界 | 暴力与猥亵                                                   | 由於“猥亵与不雅暴力行為”在1977年4月被禁。 同年5月，电影公司發布了經過審查的VHS錄像帶（删减了近10分鐘），以移除片中的“不雅暴力行為”。 | 经过删减的版本通过审查并被分为R18+。 | [ 11 ]       |
| 1980                   | 罗马帝国艳情史 | 明显的性暴力画面                                             | 1981年，删减版本获得R18+分级。 1984年，未删减版本獲得X18+分级。 1984年下半年，由于ACB決定封禁任何涉及性暴力的電影，因此該電影重新被禁。 此后，這部電影的分级在RC（拒绝分级）和R18+（取決於版本）之間波動。 2010年，ACB對“罗马帝国艳情史”的“帝國版” DVD做出拒绝分级裁定（在2005年被拒绝分级）。                                                                       | 经过删减的版本通过审查并被分为R18+。 | [ 12 ]       |
| 1980–2007              | 死亡真面目系列 | 暴力；真实死亡画面                                           | 首部电影在1980年12月被拒绝分级，续集在1983年被拒绝分级。原片在法新社提交给ACB后于1988年再遭拒绝分级。雨伞娱乐曾试图在2008年发行前四部电影的实体版本，但只有第一部电影被分为R18+（未删减）。 第三，四部电影于2007年12月遭到拒绝分级。 | 只有原件被分为R18+；2–4部分仍然被禁。 | [ 13 ]       |
| 1981–2017              | Cannibal Apocalypse | 频繁强烈暴力行为                                             | 1981年11月，Palace Home Video对电影中较暴力情节进行重大删减后在VHS平台发行此片。 2017年，雨伞娱乐发行了此电影的未删减版（DVD）。 | 未删减版本已被分为R18+。 | [ 14 ]       |
| 1984                   | 人食人實錄 | 明显血腥/恐怖场面                                            | 該禁令於2005年取消，经删减版本被分為R18+，此片故能对外公映。 在2006年，未删减版本通过审查。. | 未删减版本已被分为R18+。 |              |
| 1986                   | 德州電鋸殺人狂2 | 明显暴力内容                                                 | 从1992年开始，海关将《德州电锯杀人狂2》的未删减拷贝转交ACB，然后由ACB将其交给计划购入影片的个人。 委员会未对此片分级，所以“当时尚不清楚这对电影的分级状态意味着什么”。 在2006年，这部电影被正式解禁。 | 未删减版本已被分为R18+。 |              |
| 1987                   | 魔屋 (Krug and Company) | 性暴力                                                       | 1987年申请分级，后被禁止。 在1990年代，海关查扣了一批从海外进口的电影拷贝文件。 2004年，此片发行DVD版，该版本电影因“强烈性暴力与中度暴力”被分为R18+。 | 未删减版本已被分为R18+。 |              |
| 1990                   | Bad Taste | 强烈血腥                                                     | 影片最在删减88秒钟后发行。 在昆士兰州电影院放映三周后，删减版本被禁，导致昆士兰电影评论委员会被解散。 2005年，未删减的版本以DVD格式发行。 | 未删减版本已被分为R18+。 | [ 16 ]       |
| 1992                   | 黑暗之外 | 高度暴力和中伤内容                                           | 这部电影在1992年被海关查扣并转交ACB进行审查。 后被拒绝分级。 | 禁令持续至2014年，次年，雨伞娱乐首次将该电影以DVD和蓝光格式发行。                                                                                                  | [ 17 ]       |
| 1992                   | 纳粹疯狼 (亦作 SS Hell Camp) | 强烈性暴力                                                   | 这部电影在1992年被海关查扣并转交ACB进行审查。 后被拒绝分级。 | 仍处于被禁状态。 |              |
| 1992                   | 超神傳說:霸道传说 | 涉及性与暴力的图像                                           | 该动画第四章的第一部分和第二部分成为澳大利亚第一部被禁止的动画片。 | 经英国分销商审查的版本被分为R18 +。 | [ 來源請求 ] |
| 1995                   | Twelve films screened at Tasmania's Queer Film Festival, including Spikes and Heels, Coming Out Under Fire, What a Lesbian Looks Like, Mad About the Boy, 21st Century Nuns 和Sex Fish | 违反塔斯马尼亚州刑法典（1924年版）                           | 塔斯马尼亚州当时是澳大利亚唯一禁止同性恋（特别是“男同性恋和男男性行为”）的州。 电影节现已改为在墨尔本举行。 | 在塔斯马尼亚州被禁，澳大利亚分级委员会仍未对其进行审查。 由于事后法律进行修订，因此电影可能会在塔斯马尼亚州解禁，并且ACB将对其进行分级（无论分级结果是否为X18+）。 | [ 19 ]       |
| 1997                   | Freeway (未删减版) | 提供实施性行为的参考                                         | 当哥伦比亚TriStar家庭录像向ACB（当时为‘電影與文學分級办公室’）提交104分钟的原版VHS电影拷贝文件时被拒绝分级。 102分钟的审查版本目前已通过ACB审查，该版本删除了两个场景：一个场景是基夫·修打蘭在滥用淫秽物品的同时要求与麗絲·韋花絲潘进行肛交，另一个场景是一位91岁老人的遗体。祖母的花瓶盖遮挡了她的私处，双腿分开。                                                  | 经过删减的版本通过审查并被分为R18+。 | [ 20 ]       |
| 1997                   | 我唾棄你的墳墓 | 性暴力                                                       | 《我唾棄你的墳墓》於1984年申请分级，最初被分為R18+，並於1987年批准禁止要求，但由於“90年代後期的審查制度”力度加强，此片在1997年被禁。 2004年，ACB取消此禁令。 | 未删减版本已被分为R18+。 | [ 21 ]       |
| 1999                   | 羅曼史 | 明显的描绘性活动和性暴力                                     | 最初遭到拒絕分級，ACB在2000年受理电影公司的上訴并撤销禁令，此片成為在R18+分级中允許展现實際性行為的标志。 | 未删减版本已被分为R18+。 | [ 23 ]       |
| 2002                   | 強我 | 明显的性暴力（实际会增强性效果）                             | 最早此片被分为R18+；后于2002年和2013年两度遭到ACB封禁。由於電視分级标准差异，該電影经过删减后於2013年8月23日在SBS世界收费電影頻道播出（分级为R18+）。 | 仍处于被禁状态。 | [ 25 ]       |
| 2003                   | 天地無倫 | 性问题“以某种方式违背成人普遍接受的道德，体面和礼节标准”     | 此片的拷贝通过网络分发，并在悉尼和其他省会城市非法公映此片。“可能由于指控参与非法公映活动的民众会引起公众对审查法的更多批评，故无人被指控涉嫌与该非法宣传活动相关罪行。” | 仍处于被禁状态。但该电影尚未在全球范围内大量发行。 自2003年6月6日起，该影片被澳大利亚分级委员会拒绝分级，截至目前该禁令仍未废止。                                  | [ 27 ]       |
| 2010                   | 一部塞尔维亚电影 | 高级性暴力和暴力图像                                         | ACB于2010年11月26日对未删减版做出拒绝分级裁定（包括97分钟版）。 它的96分钟版（经审查，PAL版时长）中被分为R18+，但在2011年复审时，它再遭拒绝分级，其所有公开展示和DVD销售亦受到波及。 | 仍处于被禁状态。 |              |
| 2011                   | 人形蜈蚣2 (全系列) | “令人反感的描述”（暴力和重度残忍行为）                       | 最初被分为R18+；放映后被禁止上诉（在首都和电影节公映，甚至在禁审前的一周）。在此片被禁的消息传出后，制片公司Monster Pictures宣布了其考虑使用删减版以获得分级的计划。 在2011年12月14日，Monster Pictures宣布经过“略微删减”的版本被分为“R18+”。 | 未删减版本仍然被禁。在删减30分钟的镜头后被分为R18+。 | [ 30 ]       |
| 2012                   | Father's Day | 性暴力内容                                                   | 作为第六届恐怖电影节之夜的一部分，此片于2012年3月24日公映，2012年10月，该电影的家用版本被拒绝封禁。 2013年2月27日，被剪切40秒的版本被分为R18+。违规内容包括强迫口交，肛交以及破坏阴茎的镜头 。 | 在删减40秒的镜头后被分为R18+。 |              |
| 2012                   | Found. | 详尽描述与性暴力相关的内容                                   | 本片于2013年4月16日在悉尼的Dendy Newtown电影院首映。2014年，ACB封禁该片的DVD版本。几个月后，发行商削减该片两分钟的镜头后被分为R18+。 | 在删减2分钟的镜头后被分为R18+。 |              |
| 2014                   | Children's Island | 儿童色情问题                                                 | 澳大利亚联邦警察局将此电影的副本交由ACB进行审查，后于2014年2月27日（即此片发行后的三十多年）做出拒绝分级裁定。 | 仍处于被禁状态。 | [ 33 ]       |

## 外链
- refused-classification.com （页面存档备份，存于）-该网站会收录被拒绝分级的电影和其他媒体，且数据更为精细。